# 아피에스
아피에스(일본어: アピエス)는 사이타마현 와코시에 본사를 둔 일본의 기업으로, 어뮤즈먼트 시설의 운영 및 어뮤즈먼트 기기의 렌탈 · 판매하는 기업이다. 1974년, 쓰지모토 겐조에 의해 창업되었다. 현재 오카야마 현에 직영점 2점포를 가진다. 게임 사업은 1997년 아이렘 소프트웨어 엔지니어링 주식회사에 양도했기 때문에, 현재 게임의 개발 및 판매는 하고 있지 않다.